# Papyrus Bodmer 5
Der Papyrus Bodmer 5 ist die älteste Handschrift des Protevangeliums des Jakobus, die aus dem 4. oder 3. Jahrhundert nach Christi Geburt stammt. Es gehört zu den Bodmer-Papyri, einer Gruppe von 22 Papyri, die 1952 in Ägypten gefunden wurden.